# 弗利雷
弗利雷（法語：Flirey，法語發音：[fliʁɛ]）是法国默尔特-摩泽尔省的一个市镇，属于图勒区。

## 地理
弗利雷（48°52'32"N, 5°50'51"E）面积15.77 平方千米，位于法国大東部大區默尔特-摩泽尔省，该省份为法国东北部内陆省份，是洛林的一部分，北邻比利时、卢森堡，北起顺时针与摩泽尔省、下莱茵省、孚日省和默兹省接壤。
与弗利雷接壤的市镇（或旧市镇、城区）包括：贝尔内库尔、埃塞和迈兹赖、厄沃赞、利梅雷默诺维尔、诺维扬欧普雷、圣博桑、塞什普雷。

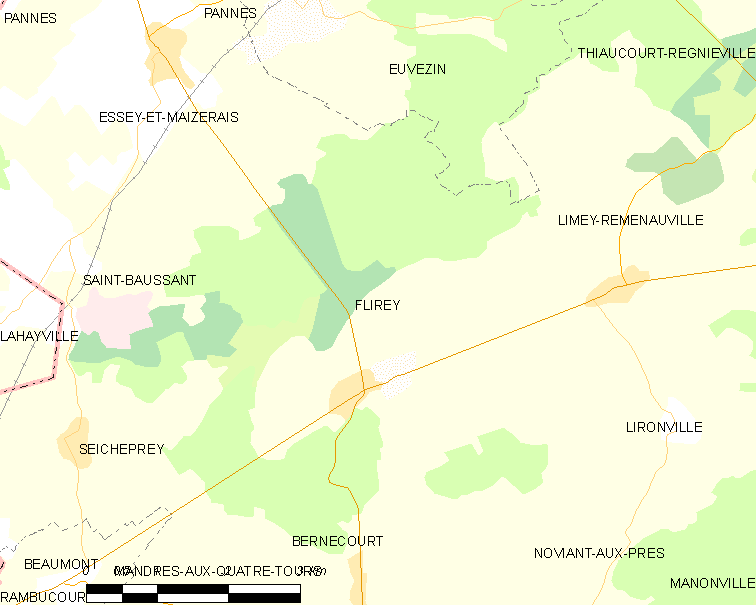
弗利雷的OSM定位图

弗利雷的时区为UTC+01:00、UTC+02:00（夏令时）。

## 行政
弗利雷的邮政编码为54470，INSEE市镇编码为54200。

## 政治
弗利雷所属的省级选区为北图卢瓦县。

## 人口

1962-2008年间弗利雷人口变化图示

弗利雷于2022年1月1日时的人口数量为163人。